# Eustomias fissibarbis
Eustomias fissibarbis es una especie de pez de la familia Stomiidae en el orden de los Stomiiformes.

## Morfología
• Los machos pueden llegar alcanzar los 19,3 cm de longitud total.

## Hábitat
Es un pez de mar y de aguas profundas.

## Distribución geográfica
Se encuentra en el  Atlántico (entre 35 ° N y 27 ° S) el Pacífico oriental central (cerca de Hawái  y justo al sur de la línea ecuatorial), el Pacífico occidental central y el Índico occidental.